# Gouvernorat italien du Monténégro
1941–1943
Entités précédentes :
- Banovine de la Zeta (royaume de Yougoslavie)

Entités suivantes :
- Administration militaire allemande

Le gouvernorat du Monténégro est le nom officiel du territoire monténégrin occupé par l'Italie, à la suite de l'invasion de la Yougoslavie, durant la Seconde Guerre mondiale. Les Italiens tentent d'abord, en 1941, de restaurer le royaume du Monténégro pour en faire un État-satellite, soit dans le cadre d'une union dynastique, soit dans le cadre d'un strict contrôle politique et économique. Mais, immédiatement confrontés à une insurrection armée, les occupants ont renoncé à un gouvernement monténégrin et fait le choix d'une administration militaire directe.

## Historique
Après l'invasion et le démembrement de la Yougoslavie, les Italiens prévoient de faire du Monténégro un « État indépendant » à la manière de l'État indépendant de Croatie ; ils n'ont cependant pas de plan précis quant à son gouvernement ou même ses frontières exactes. La famille royale italienne étant attachée à la monarchie monténégrine — la reine Hélène est originaire du Monténégro — ils optent pour une restauration monarchique, en envisageant de s'appuyer sur les séparatistes « Verts ». L'Italie annexe par contre directement la région des bouches de Kotor et intègre les régions monténégrines peuplées d'Albanais à l'Albanie dont elle a fait un protectorat en 1939. 
Les Italiens sont cependant largement ignorants des réalités politiques monténégrines, des monarchistes exilés constituant leur principale source d'informations. Ils ignorent ainsi que leurs alliés présomptifs « Verts » sont eux-mêmes divisés entre les tenants d'une indépendance pure et simple et ceux qui penchaient avant-guerre pour une « fédération » yougoslave où le Monténégro jouirait d'une large autonomie. La tendance de Krsto Popović, cofondateur et chef militaire du mouvement, n'est ainsi pas opposée à une solution fédérale, tandis que celle du leader politique Sekula Drljević est davantage en phase avec les projets d'indépendance des Italiens.  
Le projet des Italiens de restaurer la dynastie Petrović-Njegoš se heurte également à un obstacle de taille lorsque le prince héritier Michel refuse catégoriquement de monter sur le trône offert par les occupants. Entretemps, durant les premières semaines d'occupation du Monténégro, les Italiens font preuve de bonne volonté, libèrent des prisonniers de guerre, et conservent l'administration d'avant 1941. Ils ne se rendent cependant pas compte que les « Verts » n'ont guère de soutien populaire, et que des insurrections, de la part des nationalistes serbes et des Partisans communistes, sont en pleine préparation.
Le 12 juillet 1941, après avoir réuni à grand-peine une assemblée de 75 délégués, Sekula Drljević proclame officiellement l'indépendance du Monténégro et demande au roi d'Italie Victor-Emmanuel III de nommer un régent. Mais, dès le lendemain, une double insurrection, une d'obédience nationaliste et un autre portée par les communistes, se déclenche. Les Italiens perdent le contrôle de l'essentiel du territoire monténégrin. Le gouverneur militaire Alessandro Pirzio Biroli reçoit les pleins pouvoirs pour mater l'insurrection. Il remet à Benito Mussolini un rapport sur la situation en conseillant de renoncer au projet d'un État monténégrin indépendant : en octobre, le duce finit par opter pour le maintien d'un simple gouvernorat militaire au Monténégro.
Drljević est quant à lui déporté en Italie ; il rejoint ensuite le territoire de l'État indépendant de Croatie, où il anime sa propre faction monténégrine. Pirzio Biroli, entretemps, décide de jouer des dissensions entre les factions de résistance : il conclut début 1942 des accords avec les chefs tchetniks locaux Bajo Stanišić et Pavle Đurišić. Le général Blažo Đukanović, ancien ban de la Zeta, est quant à lui reconnu par Stanišić et Đurišić comme porte-parole des « nationalistes » locaux. Outre leur accord avec les Tchetniks, les Italiens continuent de s'appuyer sur les « Verts » dirigés par Krsto Popović.
En 1942-1943, le Monténégro, pacifié à la suite de la retraite des communistes, connaît une situation de partage du pouvoir entre les Italiens, les Tchetniks et les Verts. Stanišić tient les régions centrales, tandis que Đurišić, qui a établi son quartier-général à Kolašin, domine le nord du pays. Popović, toujours ennemi des Tchetniks a quant à lui la responsabilité officielle des régions de Cetinje et de Bar. Le 24 juillet, un accord est conclu qui reconnaît Đukanović comme le chef officiel des forces armées nationalistes du Monténégro, à la tête d'un « comité national » dont les fonctions semblent avoir été essentiellement symboliques. Stanišić et Popović sont cependant les véritables dirigeants locaux, tandis que Đukanović, qui réside à Cetinje, n'a pas de troupes sous ses ordres. Draža Mihailović, le chef des Tchetniks, vient lui-même y installer son quartier-général, les Italiens prenant le parti d'ignorer sa présence. Les Tchetniks et les Verts participent à des opérations de maintien de l'ordre aux côtés des occupants. Đurišić, de son côté, mène des raids meurtriers, au Monténégro et en Bosnie, contre les populations musulmanes, afin de « venger » les persécutions subies par les Serbes.
Le Monténégro est à nouveau le théâtre de combats en mars 1943, lorsque les Partisans de Tito y reprennent pied, envahissant le territoire tchetnik pour échapper à l'offensive Weiss, puis doivent échapper en juin à la nouvelle offensive Schwarz. C'est durant cette dernière offensive, qui vise également les Tchetniks, que Đurišić est capturé par les Allemands. À partir du début de 1943, Mussolini modifie la chaîne de commandement dans les Balkans, à la fois pour reprendre la main et pour remplacer les responsables jugés insuffisamment pro-allemands. Le 1er juillet, il limoge Pirzio Biroli, chaud partisan du maintien de l'alliance avec les Tchetniks, et le remplace par le général Curio Barbasetti di Prun. Les derniers mois d'administration italienne du Monténégro sont principalement marqués par l'expectative, alors que la capitulation de l'Italie paraît imminente : Mussolini ayant fini par céder aux pressions allemandes, ses commandants désarment ou tentent de désarmer les groupes tchetniks.
En septembre 1943, au moment de la capitulation italienne, les Allemands envahissent le Monténégro tandis que les Partisans et les Tchetniks se livrent de furieux combats pour tenter de prendre le contrôle du territoire. En octobre 1943, Blažo Đukanović, Bajo Stanišić et le comité national se réfugient au monastère d'Ostrog. Le 15, le monastère est assiégé par les Partisans, et tombe au bout de quatre jours ; Đukanović est tué et Stanišić se suicide. Le gouvernorat italien du Monténégro est alors remplacé par une administration militaire allemande. 

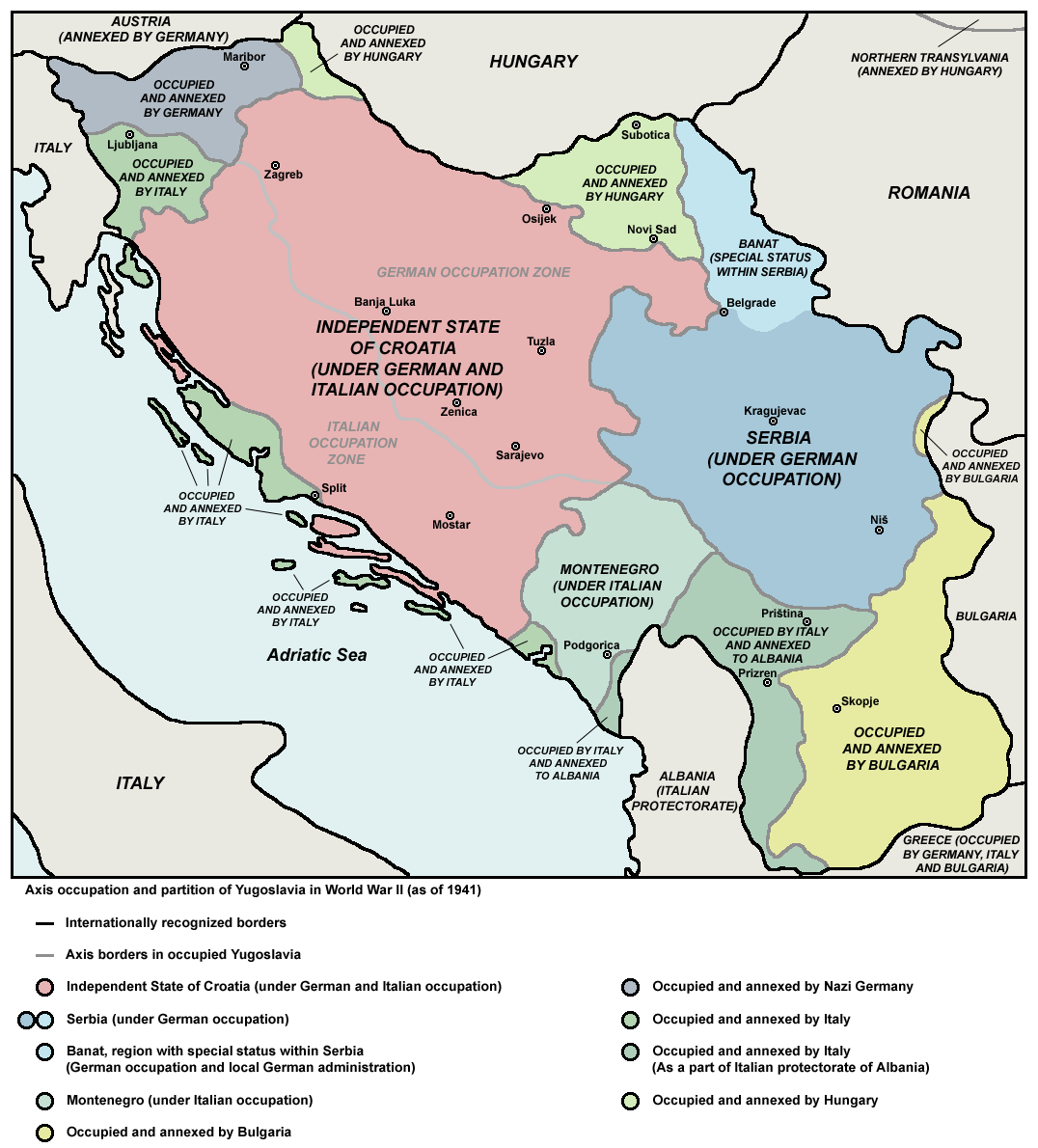
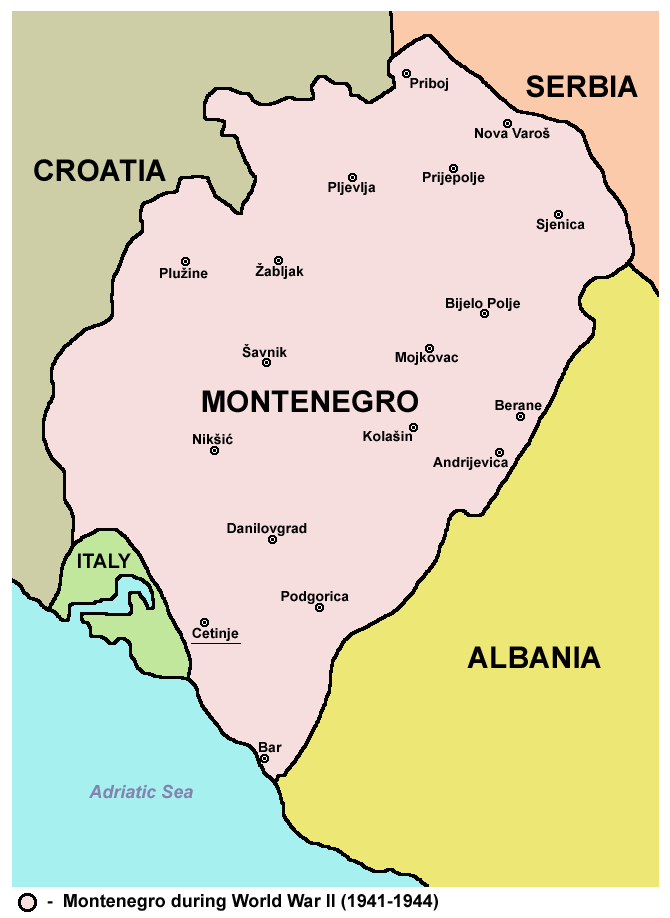
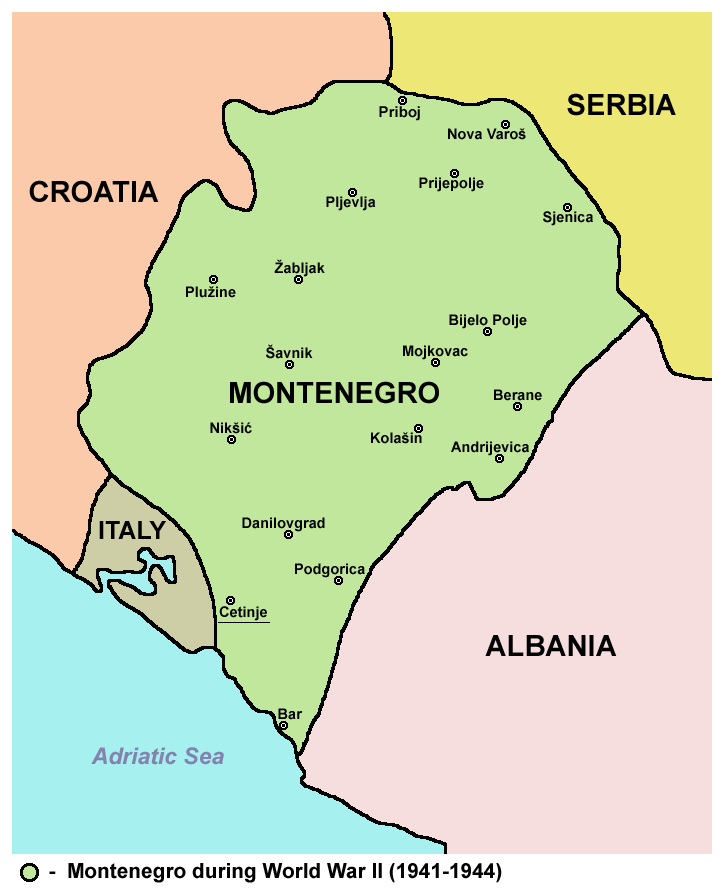